# Neville Gallimore
Neville Gallimore (Ottawa, 17 gennaio 1997) è un giocatore di football americano canadese che milita nel ruolo di defensive end per i Los Angeles Rams della National Football League (NFL).

## Carriera

### Dallas Cowboys
Gallimore al college giocò a football a Oklahoma dal 2016 al 2019. Fu scelto dai Dallas Cowboys nel corso del terzo giro (82º assoluto) del Draft NFL 2020. Nella sua stagione da rookie mise a segno 28 tackle e 0,5 sack in 14 presenze, di cui 9 come titolare.

### Miami Dolphins
Il 15 marzo 2024 Gallimore firmò con i Miami Dolphins. Fu svincolato il 27 agosto.

### Los Angeles Rams
Il 28 agosto 2024 Gallimore firmò con i Los Angeles Rams.